# Alex Bregman
Alexander David Bregman (Albuquerque, 30 marzo 1994) è un giocatore di baseball statunitense che gioca nel ruolo di terza base per i Boston Red Sox della Major League Baseball (MLB).

## Carriera
Bregman venne selezionato originariamente dai Boston Red Sox nel 29º turno del draft MLB 2012; ma rifiutò l'offerta e si iscrisse alla Louisiana State University di Baton Rouge. Entrò nel baseball professionistico quando fu scelto dagli Houston Astros, come secondo assoluto del draft 2015.
Debuttò nella MLB il 25 luglio 2016, al Minute Maid Park di Houston contro i New York Yankees. La prima valida la batté il 31 luglio contro i Detroit Tigers mentre il primo fuoricampo il 16 agosto contro i St. Louis Cardinals. La sua prima annata si chiuse con una media battuta di .264, 8 home run e 34 punti battuti a casa (RBI) in 49 gare.
Bregman iniziò la stagione 2017 come il membro più giovane della formazione statunitense che vinse il World Baseball Classic 2017. Il suo primo grande slam lo batté il 4 maggio 2017 in casa degli Yankees su lancio di Masahiro Tanaka. In agosto pareggiò il record degli Astros per la striscia di battute da extra-base consecutive, con 10 gare. La sua stagione regolare si chiuse battendo con una media di .284, 19 fuoricampo e 71 RBI, guidando tutti i terza base della MLB con 17 basi rubate.
Durante gara 5 delle World Series 2017 contro i Los Angeles Dodgers, Bregman batté il singolo della vittoria nel decimo inning su lancio di Kenley Jansen che portò in vantaggio gli Astros per 3–2 nella serie. La serie si concluse con Houston che conquistò il primo titolo in 56 anni di storia in gara 7.

## Palmarès

### Club
- World Series: 1

Houston Astros: 2017

### Individuale
- MLB All-Star: 2

2018, 2019
- MVP dell'All-Star Game: 1

2018
- Silver Slugger Award: 1

2019
- Giocatore del mese dell'American League: 1

(giugno 2018)
- Giocatore della settimana dell'American League: 1

(1º luglio 2018)

### Nazionale
- World Baseball Classic:  Medaglia d'Oro

Team USA: 2017